# Казанка (Смоленская область)
Каза́нка   — деревня  в  Смоленской области России,  в Глинковском районе. Население – 3 жителя (2007 год)  .  Расположена в центральной части области  в 11 км к северо-востоку от села Глинка,  в 10 км западнее  автодороги Р137 Сафоново — РославльР96 Новоалександровский(А101)- Спас-Деменск — Ельня — Починок, на берегу реки Добрейка.   В  10 км южнее деревни железнодорожная станция 524-й км на линии Смоленск  - Сухиничи. Входит в состав Глинковского сельского поселения.  

## История
В годы Великой Отечественной войны деревня была оккупирована гитлеровскими войсками в июле 1941 года, освобождена в ходе Ельнинско-Дорогобужской операции в 1943 году. 